# Ekkehard Tietze
Ekkehard Tietze (* 10. Juni 1914 in Erlbach; † 1995) war ein deutscher Kirchenmusiker.

## Leben
Ekkehard Tietze wurde als Sohn eines Pfarrers geboren. Er trat in den Thomanerchor ein und im 12. Lebensjahr unter Karl Straube als Solist im Leipziger Gewandhaus auf. Er wurde erster Präfekt des Chores und vertrat 1937 den erkrankten Karl Straube bei einem Konzert in Wien. 1939 wurde er Vertreter des Thomasorganisten Günther Ramin. Nach dem Abitur begann er ein Studium der Kirchenmusik in Leipzig. 1941 legte er sein A-Examen während eines Fronturlaubs ab. Er wurde nach dem Krieg Dozent für Orgel und Chorleitung an der Hochschule für Musik und Theater „Felix Mendelssohn Bartholdy“ Leipzig. Zudem war er Musiklehrer der Thomaner und Stellvertreter des Thomaskantors. Es folgte eine Anstellung als Kantor und Organist in Altenburg. Nach dem Tod von Günther Ramin übernahm er interimistisch die Leitung der Thomaner bis zum Amtsantritt von Kurt Thomas. 1957 wurde er Kirchenmusiker an der Friedenskirche in Potsdam. 1979 wechselte er nach München und übernahm nach dem Tod von Karl Richter den Münchener Bach-Chor.

## Schriften
- Erinnerungen 1925–1950. In: Der Thomanerchor Leipzig zwischen 1928 und 1950. Querstand.